# Waru (Lohbener)
Waru is een bestuurslaag in het regentschap Indramayu van de provincie West-Java, Indonesië. Waru telt 2977 inwoners (volkstelling 2010).